# Lijst van landen zonder luchthaven
Van alle landen van de wereld hebben slechts vijf landen geen luchthaven binnen hun landgrenzen. Al deze zijn in Europa gelegen, hebben wel een helikopterhaven, zijn alle dwergstaten en tevens, met uitzondering van Monaco, binnenstaten.
| Land          | Toelichting |
| ------------- | --- |
| Andorra       | In Andorra staat geen luchthaven. De dichtstbijzijnde luchthavens zijn Lleida-Alguaire in de Catalaanse Spaanse gemeente Alguaire, de Aeroport de Barcelona-El Prat, Aéroport de Toulouse-Blagnac en Aeroport de Girona-Costa Brava. Door zowel bevolkingsgrootte en oppervlakte is Andorra het grootste land dat niet beschikt over een vliegveld. Er zijn echter wel drie helihavens.     |
| Liechtenstein | In 2010 heeft Liechtenstein enkel een helikopterhaven in Balzers. De dichtstbijzijnde internationale luchthavens zijn Flughafen St. Gallen-Altenrhein in Zwitserland en Flughafen Friedrichshafen in Duitsland, die weinig lijnvluchten hebben. De dichtstbijzijnde grote luchthaven is Flughafen Zürich in Zwitserland. Vanaf deze plekken rijden er taxi's en treinen naar Liechtenstein. |
| Monaco        | Monaco heeft geen vliegveld, maar wel een helihaven: Héliport de Monaco. De dichtstbijzijnde luchthaven naar Monaco is Aéroport Nice Côte d'Azur. |
| San Marino    | |
| Vaticaanstad  | De dichtstbijzijnde luchthaven bij Vaticaanstad is Aeroporto di Roma Ciampino. Het zou fysiek onmogelijk zijn om een hele luchthaven te passen op 0,44 km² landoppervlakte. Er bevindt zich echter één helihaven, die enkel gebruikt wordt door wereldleiders, hoofden en ambtenaren van de stadstaat.                                                                                      |